# Зароженська волость
Зароженська волость — адміністративно-територіальна одиниця Зміївського повіту Харківської губернії.

Найбільші поселення волості станом на 1914 рік:
- Тетлега — 3319 мешканців.
- Зарожне — 5565 мешканців.

Старшиною волості був Іванов Тихін Андрійович, волосним писарем — Колінько Микола Дмитрович, головою волосного суду — Старіков Мит. Осипович.